# 132903 Edgibson
132903 Edgibson è un asteroide della fascia principale. Scoperto nel 2002, presenta un'orbita caratterizzata da un semiasse maggiore pari a 3,1190875 au e da un'eccentricità di 0,1071609, inclinata di 0,62556° rispetto all'eclittica.